# Bernard Slicher van Bath

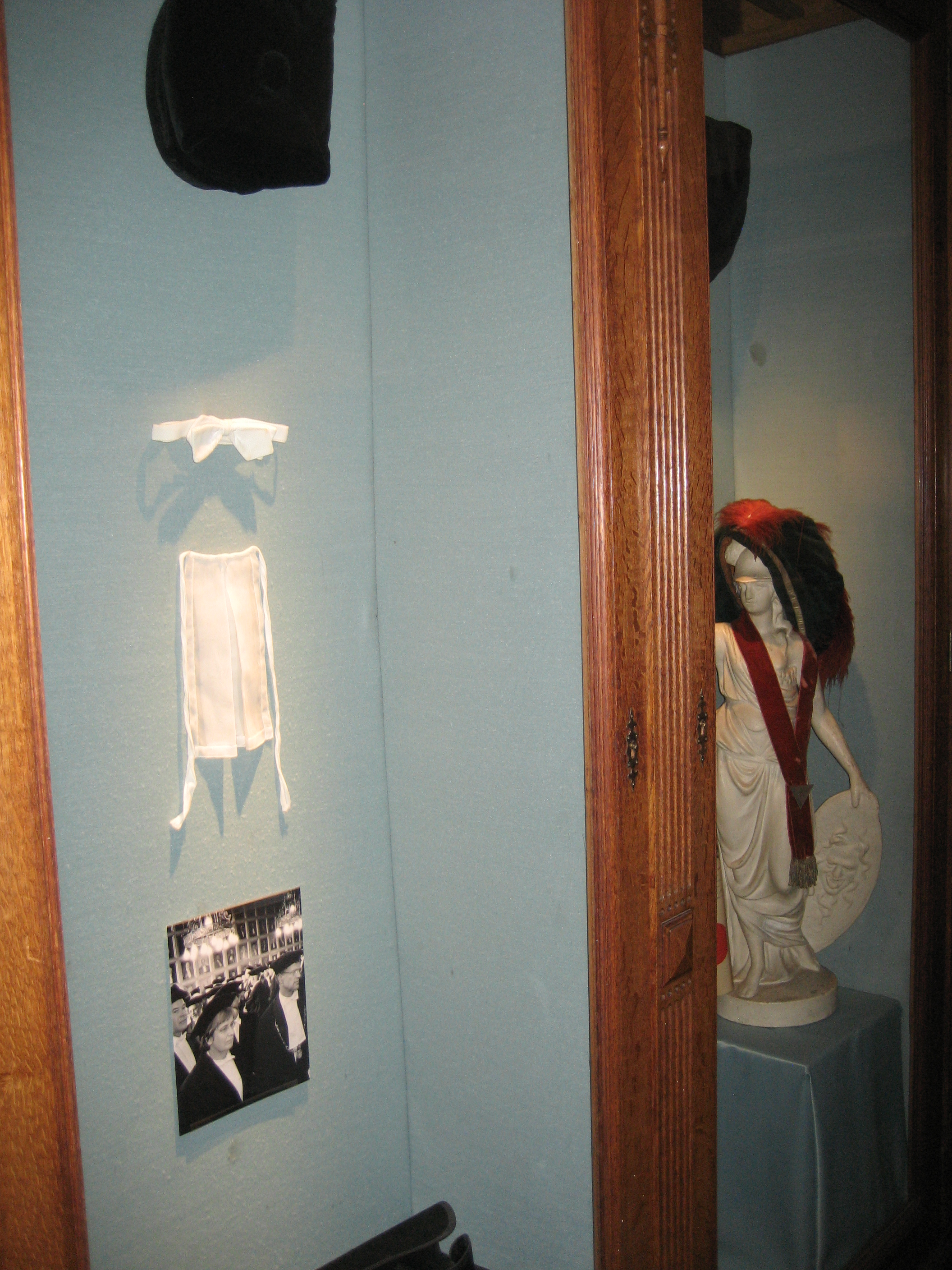
Strik en bef van Slicher van Bath in het Groninger Universiteitsmuseum

Bernard Hendrik Slicher van Bath (officieel Slicher, sinds 1933 titulair heer van Bath) (Leeuwarden, 12 februari 1910 – Wageningen, 27 september 2004) was een Nederlandse historicus, gespecialiseerd in agrarische geschiedenis.

## Levensloop
Slicher van Bath, lid van de familie Slicher, studeerde aan de Rijksuniversiteit Groningen en de Universiteit Utrecht en promoveerde in 1945 bij Jan Romein te Amsterdam op Mensch en Land in de Middeleeuwen. Bijdrage tot een geschiedenis der nederzettingen in Oostelijk Nederland. Hij werkte achtereenvolgens in het archiefwezen, als hoogleraar te Groningen, bij de Landbouwhogeschool Wageningen en, na zijn emeritaat, aan de Rijksuniversiteit Leiden (1976-1981) en aan de Katholieke Universiteit Nijmegen. Zijn bekendste wetenschappelijke werk is het gezaghebbende De agrarische geschiedenis van West-Europa 500-1850 uit 1960.
Zijn naam was officieel Slicher, maar toen hij in 1933 titulair heer van het Zeeuwse Bath werd na de dood van zijn grootvader, voegde hij zoals gebruikelijk van Bath toe aan zijn achternaam.
In 1974 ontving Bernard Slicher van Bath de Prijs voor Meesterschap. Hij overleed op 94-jarige leeftijd in zijn woning te Wageningen.

## Trivia
- Slicher van Bath komt onder de naam "Van Herfte Veldwijk" (voorzitter van de Stichting Historisch Onderzoek) voor in de 7-delige romancyclus van J.J. Voskuil (1926-2008).
- Op de dag dat Slicher van Bath werd begraven, 1 oktober 2004, promoveerde Theo Spek in Wageningen op Het Drentse esdorpenlandschap; een historisch-geografische studie, hetgeen in wetenschappelijke zin een vervolg was op de dissertatie van Slicher van Bath.
- In 2019 noemde de gemeente Wageningen een straat in een nieuw gebouwde woonwijk naar Slicher: de Prof. Slicher van Bathlaan.[2]    De Slicher van Bathstraat in Aalten is vernoemd naar de grootvader van Bernard Hendrik; Adriaan Pieter Slicher van Bath.

## Enkele publicaties
- B.H. Slicher van Bath: Mensch en land in de Middeleeuwen. Bijdrage tot een geschiedenis der nederzettingen in oostelijk Nederland. 2 Delen. Assen, 1944.
- B.H. Slicher van Bath: Herschreven historie. Schetsen en studiën op het gebied der middeleeuwse geschiedenis. Leiden 1949., herdr. 1978
- B.H. Slicher van Bath: Een samenleving onder spanning. Geschiedenis van het platteland in Overijssel. 1956
- B.H. Slicher van Bath: De agrarische geschiedenis van West-Europa (500-1850). 6e druk. Utrecht, 1987. (1e druk 1960) ISBN 90-274-5319-5 (5e dr.), ISBN 90-274-1821-7 (6e dr.)
- B.H. Slicher van Bath: De bezinning op het verleden in Latijns-Amerika, 1493-1820. Auteurs, verhalen en lezers. 1988. ISBN 90-801871-8-6
- B.H. Slicher van Bath: Leven met het verleden. Groningen, 1998. ISBN 90-801871-9-4